# 諫早市立大草小学校
諫早市立大草小学校（いさはやしりつ おおくさしょうがっこう、Isahaya City Okusa Elementary School）は、長崎県諫早市多良見町野副（のぞえ）にある公立小学校。

## 概要
歴史
1876年（明治9年）に創立。2016年（平成28年）には創立140周年を迎える。
校章
地域の名産であるミカンの花弁を校名の「大」の文字の形に並べて、中央に「小」の文字を置いている。
校歌
創立80周年を記念して1957年（昭和32年）に制定。作詞は中島英治、作曲は宗久弥による。歌詞は3番まであり、各番に校名の「大草」が登場する。
校区
「長崎県諫早市多良見町」の後に「東園、西園、野副」が続く地域（多良見地区中部）。中学校区は諫早市立琴海中学校。

## 沿革
- 1876年（明治9年）12月[1] - 第五大学区長崎県管下第一中学区の小学校として「大草小学校」が山の木に創立。初代訓導は中村寿平。
- 1888年（明治11年）- 郡制の施行により、西彼杵郡に属することとなる。
- 1881年（明治14年）- 「公立初等大草小学校」に改称。
- 1887年（明治20年）4月 - 小学校令の施行により、簡易科（修業年限3年）を設置の上「簡易大草小学校」に改称。
- 1889年（明治22年）4月 - 町村制の施行により、大草村立の小学校となる。
- 1893年（明治26年）4月 - 尋常科（修業年限4年）を設置の上、「大草尋常小学校」に改称。
- 1896年（明治29年）3月 - 校舎を改築し移転を完了。
- 1900年（明治33年）4月 - 女児対象に裁縫科を設置する。
- 1901年（明治34年）4月 - 初代校長に小林正男が就任。
- 1908年（明治41年）4月1日 - 小学校令の改正により、義務教育年限（尋常科の修業年限）が4年から6年に延長されたため、尋常科5年を新設。
- 1909年（明治42年）4月1日 - 尋常科6年を新設。
- 1913年（大正2年）- 西側1室を増築し、裁縫室とする。
- 1919年（大正8年）- 農業補習学校を併設。
- 1924年（大正13年）4月1日 - 高等科を併置し、「大草尋常高等小学校」に改称。
- 1928年（昭和3年）5月 - 校舎を増築。
- 1935年（昭和10年）6月 - 青年学校令の施行により、併設の大草農業補習学校が「大草青年学校」となる。
- 1941年（昭和16年）4月1日 - 国民学校令の施行により「大草村国民学校」に改称。尋常科を初等科に改める（初等科6年・高等科2年）。
- 1947年（昭和22年）4月1日 - 学制改革（六・三制の実施）が行われる。
  - 大草村国民学校の初等科が改組され、「大草村立大草小学校」となる。
  - 大草村国民学校の高等科と青年学校の普通科が改組され、新制中学校「大草村立大草中学校」が発足。小学校に併設される。
- 1948年（昭和23年）3月 - 校舎を増築。
- 1951年（昭和26年）
  - 1月31日 - 併設の大草中学校が、伊木力中学校との統合により伊木力村・大草村二村組合立琴海中学校となる。統合校舎完成までの間、大草校舎として使用を継続。
  - 5月 - 統合校舎の完成により中学校が移転。併設を解消。
- 1955年（昭和30年）
  - 2月11日 - 大草・伊木力・喜々津の3村が合併し多良見村が発足。これにより「多良見村立大草小学校」に改称。
  - 4月1日 - 校区の改定により、本釜と群地区が多良見村立伊木力小学校に移管される。
- 1956年（昭和31年）5月 - 学校専用水道が完成。
- 1957年（昭和32年）
  - 1月 - 創立80周年を記念して校歌を制定。
  - 3月 - 学校林に杉を植樹。二宮金次郎像が設置される。
- 1961年（昭和36年）7月 - 校内放送設備が設置される。
- 1965年（昭和40年）11月23日 - 多良見村が町制施行により多良見町となる。これにより「多良見町立大草小学校」に改称。
- 1966年（昭和41年）3月 - 校名改称に伴い、校旗が贈呈される。
- 1973年（昭和48年）4月 - 鉄筋コンクリート造の新校舎が完成。
- 1977年（昭和52年）2月 - 創立100周年記念式典を挙行。
- 1978年（昭和53年）4月 - 完全給食を開始。
- 1987年（昭和62年）3月 - 体育館が完成。
- 2005年（平成17年）3月1日 - 市町村合併により「諫早市立大草小学校」（現校名）に改称。

## アクセス
最寄りの駅
- JR九州 長崎本線　「東園駅」

最寄りのバス停
- 長崎県交通局（長崎県営バス）「大草出張所前」バス停

最寄りの国道・県道
- 国道207号

## 周辺
- 諫早市役所多良見支所大草出張所・大草集落センター
- JA長崎西彼大草支店
- 大草公園（グラウンド、2008年（平成20年）10月完成）
- 八坂神社
- 十六善神社

## 関連事項
- 長崎県小学校一覧